# Grona
Grona è una frazione del comune comasco di Grandola ed Uniti posta in altura a sud del centro abitato.

## Storia
Un annesso agli Statuti di Como del 1335 cita “Agrona” come il comune incaricato della manutenzione di un tratto della strada di Mezzola dal “ponte de supra” al “ponte de la Somagia”. La località, piccolo villaggio agricolo, faceva parte della Pieve di Menaggio. 
Nel 1751, il comune di Grona (che contava 180 abitanti) non era più infeudato ma era tenuto a pagare ogni quindici anni una somma in denaro per la propria redenzione.
Un ordine di Napoleone unì Grona con Bene e Grandola, ma gli austriaci annullarono la decisione al loro ritorno nel 1815 con il Regno Lombardo-Veneto.
Dopo l'unità d'Italia, il paese di spopolò di un terzo dei suoi abitanti. Nel 1928 il fascismo decise la soppressione del comune unendolo a Grandola.

## Infrastrutture e trasporti
Dal 1884 al 1939 è stata attiva una linea ferroviaria che univa Porlezza al comune lariano di Menaggio; nell'attuale territorio comunale sorgeva la fermata di Bene-Grona.

### Esplicative
1. ↑  Sebbene la definitiva soppressione è stata nel 1966, in tale anno si è di fatto concluso l'esercizio della ferrovia.

### Bibliografiche
1. 1 2   Comune di Grona, sec. XIV - 1757 – Istituzioni storiche – Lombardia Beni Culturali, su lombardiabeniculturali.it. URL consultato il 15 aprile 2020.
2. ↑  Grona
3. ↑  R.D. N. 1744 del 04/09/1927